# برچسب‌گذاری نقش معنایی
برچسب‌گذاری نقش معنایی (به انگلیسی: Semantic role labeling) در پردازش زبان طبیعی، فرایندی است که برچسبی را به واژه‌ها یا عبارات در یک جمله منتسب می‌کند، که این برچسب نشان‌دهندهٔ نقش معنایی آن‌ها در آن جمله است، چند مثال از این برچسب‌ها کنشگر، هدف، یا نتیجه است. به برچسب‌گذاری نقش معنایی، تجزیه معنایی کم ژرفا (به انگلیسی: shallow semantic parsing)، یا پرکردن شیار (به انگلیسی: slot-filling) هم می‌گویند.
برچسب‌گذاری نقش معنایی شامل تشخیص شناسه‌های معنایی مرتبط با گزاره یا فعل یک جمله و رده‌بندی آنها به نقش‌های خاص‌شان است. برای مثال، اگر این جمله داده شود: «مریم کتاب را به بیژن فروخت» وظیفهٔ برچسب‌گذاری معنایی تشخیص فعل «فروختن» به عنوان نمایش‌دهنده گزاره، «مریم» به عنوان نمایش‌دهنده فروشنده (کنشگر)، «کتاب» به عنوان نمایش‌دهنده کالا (نقش) و «بیژن» به عنوان نمایش‌دهنده گیرنده (دریافت‌کننده) است. (مقاله نقش معنایی را ببینید). این یک گام مهم به سمت فهم معنای یک جمله است. یک تحلیل معنایی از این گونه، در سطح انتزاع پایین‌تری نسبت به درخت نحوی است، یعنی طبقه‌های بیشتری دارد، و بنابراین عبارت‌های کمتری را در هر طبقه گروه‌بندی می‌کند. برای مثال «کتاب به من تعلق دارد» به دو برچسب نیاز دارد «ملک» و «مالک» در حالیکه «کتاب به بیژن فروخته شد» به دو برچسب دیگر هم نیاز دارد مثل «هدف» (یا نقش) و «گیرنده» (یا «دریافت کننده»)، اگر چه این دو عبارت، مادامیکه توابع «فاعل» و «مفعول» درنظر گرفته شوند، بسیار مشابه‌اند.

## تاریخچه
پروژه فریم‌نت (FrameNet) اولین فرهنگ (واژه‌نامه) محاسباتی عمده را ایجاد کرد، در این فرهنگ، تعداد زیادی گزاره، و نقش (معنایی) متناظر آنها، به صورت قاعده‌مند، توصیف شده‌است. دانیل گیلدی (Daniel Gildea) (از دانشگاه دانشگاه کالیفرنیا، برکلی، انجمن علوم رایانه بین‌المللی) و دانیل ژورافسکی (که الان در دانشگاه استنفورد تدریس می‌کند، اما قبلاً در دانشگاه کلرادو و دانشگاه کالیفرنیا، برکلی کار می‌کرد)، اولین سامانه برچسب‌گذاری نقش معنایی خودکار را بر اساس فریم‌نت تولید کردند. پیکره متنی پروپ‌بانک (PropBank) به پیکره متنی پن‌تری‌بانک (Penn TreeBank) که از متون وال‌استریت جورنال ساخته شده بود، حاشیه نویسی‌های نقش معنایی را، که به صورت دستی تهیه شده بود، اضافه کرد. بسیاری از سیستم‌های برچسب‌گذاری نقش معنایی خودکار از پروپ‌بانک به عنوان مجموعه داده آموزشی استفاده می‌کنند تا یاد بگیرند چگونه به صورت خودکار، جمله‌های جدید را برچسب‌گذاری کنند.